# Nucléosynthèse
La nucléosynthèse est la synthèse de noyaux atomiques par différentes réactions nucléaires (capture de neutrons ou de protons, fusion nucléaire, fission nucléaire, spallation), éventuellement suivies de désintégrations radioactives ou de fission spontanée.

Tableau périodique indiquant l'origine cosmogénique de chaque élément dans le Système solaire.
En bleu : élément produit lors de la nucléosynthèse primordiale.
En rose : élément produit par spallation cosmique.
En jaune : élément produit lors de l'explosion d'étoiles massives (supernovas à effondrement de cœur).
En gris clair : élément produit lors de l'explosion de naines blanches (supernovas thermonucléaires).
En vert : élément produit par les étoiles de faibles masses en fin de vie.
En violet : élément produit lors de la fusion d'étoiles à neutrons.
En gris foncé : élément produit par la technologie humaine (sur Terre).

Quatre périodes, lieux et mécanismes de nucléosynthèse sont à distinguer :
- la nucléosynthèse primordiale s'est manifestée à l'échelle de l'Univers tout entier, durant les premières dizaines de minutes suivant le Big Bang[2]. Elle est responsable de la formation des noyaux légers, principalement l'hélium 4, mais également le deutérium, une petite partie du lithium et des traces de béryllium. Aucun élément plus lourd n'a été créé durant cette période ;
- la nucléosynthèse stellaire a lieu dans les étoiles et se déroule en deux temps[3] :
  - durant la majeure partie de leur existence, les étoiles synthétisent essentiellement de l’hélium, dans la séquence principale,
  - sur la fin de leur existence, les étoiles synthétisent de plus la plupart des éléments entre le lithium et le fer (par différents processus de fusion nucléaire), puis une partie des éléments plus lourds que le fer (processus s), notamment relevant du pic du fer ;
- la nucléosynthèse explosive intervient finalement pour les seules étoiles massives : différents processus (processus r, p et rp) produisent les autres éléments plus lourds que le fer, ainsi que des isotopes non produits par le processus s. Une proportion importante des isotopes lourds est en fait produite significativement par les deux derniers stades de nucléosynthèse ;
- la spallation cosmique, ou nucléosynthèse interstellaire, produit quelques éléments légers tels que le lithium, le béryllium et le bore, par bombardement de la matière par des rayons cosmiques.

Les théories de la nucléosynthèse sont testées en calculant les abondances des éléments et de leurs isotopes, et en les comparant avec les mesures effectuées par observation spectroscopique.